# Masuda
Pour les articles homonymes, voir Masuda (homonymie).
Masuda (益田市, Masuda-shi) est une ville située dans la préfecture de Shimane, sur l'île de Honshū, au Japon.

## Géographie

### Situation
Masuda est située dans le sud-ouest de la préfecture de Shimane, au Japon. La ville est bordée par la mer du Japon, au nord.

### Démographie
Fin décembre 2018, la population de Masuda était de 46 871 habitants, répartis sur une superficie de 733,19 km2.

## Histoire
La ville moderne de Masuda a été fondée le 1er août 1952. Le 31 mars 2005, les bourgs de Mito et Hikimi sont intégrés à la ville.

## Culture locale et patrimoine
- Musée d'art d'Iwani (en)

## Transports
Masuda est desservie par les trains des lignes San'in et Yamaguchi de la JR West. La gare de Masuda est la principale gare de la ville.
La ville possède un aéroport (en).

## Personnalités liées à la ville
- Sahachiro Hata (1873-1938), bactériologiste
- Musei Tokugawa (1894-1971), acteur
- Iwamoto Kaoru (1902-1999), joueur de go
- Zenbē Mizoguchi (1946-2024), homme politique
- Manami Toyota (née en 1971), catcheuse

## Jumelage
Masuda entretient des relations avec :
- Ningbo (Chine),
- Queenstown (Nouvelle-Zélande).